# 符思思
符思思（英語：Fu Sze Sze，1983年6月27日—），前無綫電視女藝員，香港出生，1995年至1999年入讀育才中學（沙田）。16歲時獨自移居新加坡。2004年香港小姐季軍，於2004年參選國際小姐並獲得「友誼小姐」之獎項，曾於2004年9月初簽約無綫電視，成為無綫電視經理人合約女藝員。卸任港姐後，結束與TVB僅一年之賓主關係。

## 電視劇（無綫電視）
- 奇幻潮 飾 Nicole同學（2005年）
- 酒店风云 飾 Model（客串演出）（2005年）

## 外部連結
- 2004年度香港小姐競選-佳麗個人網頁